# Audrius Stonys
Audrius Stonys (né le 28 avril 1966, à Vilnius) est un documentariste lituanien contemplatif. Il est le récipiendaire du European Documentary Film of the Year pour son documentaire Neregių žemė (Earth of the Blind) en 1992 et le Prix national de la culture et des arts en 2002. Stonys est membre de l'European Documentary Network et de l'European Film Academy.

Son film Ramin de 2011 a été sélectionné par la Lituanie en tant que représentant officiel du pays à l'Oscar du meilleur film étranger, mais n'a pas fini dans la liste des finalistes pour la 85e cérémonie des Academy Awards.
La caméra d’Audrius Stonys s’attarde sur le quotidien d’hommes et de femmes, leur rapport à la nature et à l’autre, mais aussi au temps qui passe. Attaché aux détails, le réalisateur filme sous différents angles, en changeant de perspectives, la vie des Lituaniens et Lituaniennes, leur histoire et leurs traditions. La musique, très présente dans son œuvre, les vues du ciel et de la terre, donnent à voir et à entendre la beauté poétique et spirituelle de la vie. Filmer, pour Audrius Stonys, est finalement une manière de conserver la trace d’existences fugaces.

## Filmographie

### Longs métrages
- Teatro biografijos (2022) TV Series, 11 episodes

- Bridges of Time (2018) 1h18min. Avec Kristīne Briede

- Woman and the Glacier / Moteris ir ledynas (2016) 55min
- Cenotaph / Kenotafas (2013) 1h01min
- Ramin / Ramina (2011) 58min
- The Bell / Varpas (2007) 56min

### Courts métrages
- Gates of the Lamb / Avinėlio vartai (2014) 43min
- I Walked Through Fire, You Were with Me / Aš perėjau ugnį tu buvai su manimi (2010) 37min
- Four Steps / Keturi žingsniai (2008) 43min
- Uku ukai / Ūkų ūkai (2006) 34min
- Countdown / Tas, kurio nėra (2004) 43min
- Paskutinis vagonas (2003) 28min
- Skrajojimai melynam lauke (2001) 20min
- Alone / Viena (2001) 18min
- Flight Over Lithuania or 510 Seconds of Silence / Skrydis per Lietuvą arba 510 sekundžių tylos (2000) 8min vidéo. Avec Arūnas Matelis
- Fedia. Three Minutes After the Big Bang / Fedia. Trys minutės po Didžiojo sprogimo (1999) 10min
- Harbour / Uostas (1998) 10min
- Antigravitation / Antigravitacija (1995) 20min
- Apostle of Ruins / Griuvėsių apaštalas (1993) 18min
- Earth of the Blind / Neregių žemė (1992) 26min
- The Baltic Way / Baltijos kelias (1990) 9min. Avec Arūnas Matelis
- Open the Doors to Him Who Comes / Atverti duris ateinančiam (1989) 10min

## Prix et récompenses
| Année                       | Titre                                                        | Prix                                  | Film primé                                 | Récompense |
| --------------------------- | ------------------------------------------------------------ | ------------------------------------- | ------------------------------------------ | ---------- |
| 1992                        | "European Film Award"                                        | Meilleur film                         | "Neregių žemė"                             | lauréat    |
| 1997                        | "Findling Award"                                             | Meilleur film                         | "Skrajojimai mėlynam lauke"                | lauréat    |
| 1999                        | "Festival du film de Bruxelles"                              | Étoile de crystal                     | "Uostas"                                   | nommé      |
| 2003                        | "Findling Award"                                             | Meilleur film                         | "Fedia. Trys minutės po Didžiojo sprogimo" | lauréat    |
| 2008                        | Sidabrinė gervė                                              | Meilleur réalisateur                  | "Varpas"                                   | lauréat    |
| 2014                        | "Lithuanian Film Awards"                                     | Meilleur documentaire (Grue d'argent) | "Cenotaph"                                 | lauréat    |
| 2017                        | "Lithuanian Film Awards"                                     | Meilleur documentaire (Grue d'argent) | "Woman and the Glacier"                    | lauréat    |
| 2017                        | "Lithuanian Film Awards"                                     | Meilleur réalisateur (Grue d'argent)  | "Woman and the Glacier"                    | lauréat    |
| 2019                        | "Festival international du film de Shanghai"                 | Meilleur documentaire (Gobelet d'or)  | "Bridges of Time"                          | lauréat    |
| 2020 (avec Kristīne Briede) | "Baltic Assembly Prize for Literature, the Arts and Science" | Baltic Assembly Prize for the Arts    | -                                          | lauréat    |

## Rétrospectives
- Cinémathèque du documentaire (Bpi) du 7 au 18 novembre 2024 à Paris.